# Atanaryk
Atanaryk (gockie: Aþanareiks; łacińskie: Athanaricus, zm. 381) – naczelnik (w źródłach iudex) Terwingów, potocznie nazywany „królem”.

## Ustrój polityczny
W IV w. u Terwingów (z których wykształcili się później Wizygoci), nie było władzy królewskiej porównywalnej do tej u Greutungów (np. Hermanaryk), tylko oligarchia arystokratyczna. Kraj Terwingów nazywany był przez nich samych Gutþiuda (pojęcie to odnosiło się zarazem do ludu, jak i kraju przez niego zamieszkiwanego) dzielił się na szereg drobnych terytoriów plemiennych (filai), na czele tych plemion stali naczelnicy nazywani w źródłach greckich i rzymskich terminami: archontowie, egzarchowie, duksowie (ci drobniejsi książęta plemienni byli po gocku nazywani reiksami, stąd w literaturze często spotyka się przy ich nazwiskach termin „król”), obok nich źródła wymieniają przedstawicieli możnych, czyli arystokracji plemiennej: karifaioi, filarchoi, hegoumenoi, optimatoi, megistanes, filon hegemones (najmożniejszym rodem był ród Baltów, z którego wywodzić się będzie Alaryk i późniejsza dynastia królewska Wizygotów). Osobliwością tej formy politycznej był urząd sędziego (w źródłach łacińskich: iudex, w greckich: diskates) będącego nadrzędnym wobec rzeszy naczelników plemiennych. Władza rzeczywista znajdowała się w rękach przedstawicieli arystokracji plemiennej i to głównie oni, gdy niespokojne czasy tego wymagały, wybierali ze swego grona „sędziego”. Główną funkcją tego urzędu była funkcja militarna, dowodzenie w walce i koordynowanie działalności plemiennej w okresie przed i po bezpośredniej walce. Nie była to władza despotyczna, gdyż praktyka pokazywała, że zarówno Atanaryk, jak i jego konkurent Fritigern nie mieli zawsze pełnego posłuchu.

## Życiorys
Po bitwie w 332 r. pomiędzy Terwingami a Cesarstwem (w której poległ naczelnik gocki Widigoia), pomiędzy cesarzem Konstantynem a „królami” gockimi Ariarykiem i Aorykiem doszło do zawarcia traktatu pokojowego przewidującego wznowienie rocznego trybutu ze strony Rzymian w zamian za zobowiązanie się Terwingów, którzy otrzymali status foederati, do corocznego wystawiania kontyngentu zbrojnego. Pokój trwał do 364 r., kiedy zaczęły występować napady zbrojne ze strony Gotów na terytorium rzymskie. W 367 r. doszło do walnej wojny pomiędzy siłami cesarza Walensa, a Atanarykiem, wojna toczyła się 3 lata i została zakończona rokowaniami pomiędzy obu wymienionymi przywódcami, którzy spotkali się na neutralnym gruncie, na statku zakotwiczonym na samym środku Dunaju. Wkrótce potem doszło wśród Terwingów do rozłamu: część opowiedziała się po stronie nowego pretendenta: Fritigerna, który pokonany przez Atanaryka zbiegł do Rzymian. Ci udzielili Fritigernowi pomocy i wspólnie zmuszono Atanaryka do ucieczki. Gdy pomiędzy Atanarykiem a Fritigenrem doszło do porozumienia i jakiejś formy podziału wpływów, nastąpiło wydarzenie brzemienne w skutkach dla historii całej Europy: najazd Hunów. Atanaryk postanowił stawić opór Hunom nad granicznym Dniestrem, z pomocą przyszły mu oddziały Greutungów i Alanów pod wodzą Safraksa i Alatheusa. Hunowie jednak dzięki fortelowi obeszli pozycje Atanaryka i uderzyli nieoczekiwanie na jego obóz, zmuszając go do wycofania się w mniej dostępne, górzyste rejony Karpat. Atanaryk miał wtedy zarządzić zbudowanie umocnień zwanych Wałem Atanaryka (według Ammiana Marcelina wał ów przebiegał od Prutu do Dunaju, przez kraj Tajfalów). Wtedy też doszło do ostatecznego rozłamu wśród Terwingów, mniejsza część została przy Atanaryku, pragnąc kontynuować walkę w dotychczasowych siedzibach, natomiast przeważająca część, na której czele stał Fritigern i Alawiw, zdecydowała się na opuszczenie Gocji i przeniesienie się na teren państwa rzymskiego za Dunaj. Warte zaznaczenia jest, że antagonizm pomiędzy Fritigernem a Atanrykiem miał po części podłoże religijne. Fritigern przyjął chrześcijaństwo w wersji ariańskiej, natomiast Atanaryk pozostał przy rodzimej gockiej wierze i był nieprzejednanym wrogiem chrześcijaństwa, w tym arianizmu oraz propagatorem akcji antychrześcijańskich. W późniejszej literaturze zadbano o to, by podkreślać głównie antyariańską politykę Atanaryka, świadczy o tym choćby honorowe przyjęcie, jakie spotkało pokonanego przez Fritigerna Atanaryka w 381 r. w Konstantynopolu na dworze katolickiego Teodozjusza I. Sędziwy „sędzia” wkrótce potem zmarł w stolicy Bizancjum, a z woli cesarza urządzono mu wspaniały pogrzeb.